# آنا (آلهة)
تعتبر الإلهه آنا رئيسة مجمع كانيش
كانت آنا الإلهة الرئيسية لمدينة كانيش ، وهي مدينة في الأناضول كانت مستعمرة تجارية آشورية في العصر الآشوري القديم . وقد درس الباحثون احتمالات متعددة تتعلق بأصل ظهورها. فقد ورد ذكر معبد ومهرجانات ورجال دين مخصصين لها في نصوص من مدينتها، كما ظهرت في العقود إلى جانب الإله الآشوري آشور . وفي مرحلة ما، تراجعت مكانتها، وأصبح إله طقس مجهول الهوية هو الإله المحلي الرئيسي. ومع ذلك، يُفترض أنها استمرت في ان تكون إلهه للعبادة من قِبل الحثيين واللوفيين . كما طُرح اقتراحٌ آخر يُشير إلى إمكانية ربطها بإله من إيمار ، على الرغم من أن بعض المفكرون و الباحثون لا يتفقون مع هذا الرأي.

## آنا في كانيش

### الاسم والشخصية
كانت آنا (التي نُسخت أيضًا باسم آنا  ) الإلهة الرئيسية لكانيش ،  وهي مدينة كانت بمثابة المستعمرة التجارية الآشورية الرئيسية في الأناضول .  وقد تم إثبات أربع طرائق لقول اسمها في النصوص المسمارية من هذا الموقع، والتي يعود تاريخها إلى العصر الآشوري القديم : آنا، آنّا، آنا-آ ، وآنا-آ ، وآنا -آ .  
يقترح بيوتر تاراشا مبدئيًا أن آنا ربما كانت تنتمي إلى " ركيزة مركزية مبكرة للأناضول"، على نحو مماثل لعدد من الآلهة الأخرى المعروفة من النصوص من كانيش، مثل كاريكاري، وخيجيشا، ونيباش ، وباركا، وبيروا ( بيروا ) وتوختوخاني.  ويلاحظ أن وجود متحدثين بلغة (أو لغات) ركيزة غير حتية ما قبل الهندو أوروبية في الأناضول مدعوم على ما يبدو أيضًا بقسم من طقوس آنا اللاحقة (المقصود هنا اسم شخص تاريخي، وليس الإله آنا) من كابلاويا والتي تحتوي على مقطع بلغة غير محددة حتى الآن.  وبدلًا من ذلك اعتبر فولكرت هاس أن آنا الكانشية لها أصلها في سوريا .  يلاحظ جويدو كريزات أن الاسم مشابه للكلمة الحثية والباليهية anna ، "الأم"، والكلمة اللوفية anna ، "الذكاء" أو "الخبرة". 
يُفترض أن الإلهة التي يُشار إليها باسم "إلهة كانيش" و"إلهة المدينة" ( إيلات عليم  ) في النصوص من الموقع هي نفسها آنا.  علاوة على ذلك، فإن بيلات ماميتيم ، "سيدة القسم"، المعروفة من نص واحد فقط، قد تتوافق معها أيضًا.  بالإضافة إلى ذلك، يرى جويكو بارجاموفيتش أنه من المحتمل أن يكون السومرغرام د أوتو ، الذي حدد إله الشمس المعبود في كانيش، قد أشار أيضًا إلى آنا، نظرًا لأن معظم آلهة الشمس الأناضولية كانت أنثى.  هناك اقتراح بديل وهو أن آنا كانت إلهة ذكر، وهي مطابقة لإيل كانيش ، "إله كانيش"، وأن الألقاب الأنثوية كانت تشير إلى زوجته التي لم يتم تحديد هويتها حتى وقتنا الحالي. 

### يعبد
مهرجان آنا الموثقة في النصوص الآشورية القديمة من كانيش هي واحدة من أقدم الاحتفالات الدينية الأناضولية المعروفة.  كان يحدث في بداية العام، وشمل زيارة الحاكم المحلي في معبدها.  الإشارة إلى قَسم من آنا الموجودة في أحد النصوص تشير على الأرجح إلى أحد الأجزاء المعمارية لهذا المبنى، حيث يجعل السياق المعنى الآخر لهذا المصطلح، اسم نوع من الموظفين الدينيين، ترجمة غير معقولة.  تم التعرف على أسماء اثنين من كهنة آنا ، آزو وألووا.  ومن المتفق عليه أن جميع الأشخاص الذين تم تحديدهم بواسطة هذا الشعار في هذا السياق كانوا رجالًا. 
في أقدم العقود من كانيش، تظهر آنا بجوار آشور ،  إله الوصاية على مدينة آشور الآشورية.  كما اتخذ من عبادتها التجار الآشوريون الذين يعيشون في كانيش.  في إحدى الحالات، تم استدعاء آنا إلى جانب آشور، الملك الآشوري ورابي سيكاتيم (يُفترض أنه سلطة مدنية محلية) في قسم هدفه كان ترسيخ طلاق بوشو-كين ولاماسي، وكلاهما ينحدر من آشور.  يقترح كلاس ر. فينهوف أن آنا (التي يعاملها كإله ذكر) ربما تم تقديمها إلى آلهة آشور في مرحلة ما، حيث تظهر الأسماء الثيوفورية التي تحمل هذا الاسم في النصوص من هذا الموقع. لا يمكن تحديد ما إذا كان من الممكن التعرف على آنا باعتبارها إلهًا يحمل سيفًا مرسومًا على أختام كانيش على وجه اليقين في الوقت الحاضر. 

### انخفاض
في حين أن موقف آنا كإلهة رئيسية لكانيش موثق جيدًا في المصادر من المستوى الثاني للموقع، يشير المستوى الأول ب إلى أن إله الطقس ، الذي يبدو غائبًا عن النصوص السابقة، أصبح الإله المحلي الرئيسي، ليحل محل آنا في العقود.  وقد كُتب اسمه بالرمز الرافديني d IM، ولكن يُفترض أنه كان إلهًا من الأناضول.  وفي الأسماء الثيوفورية للسكان المحليين، تم إثبات كل من تارهنّا الهتيتيو هتان تارو .  بالإضافة إلى ذلك، نظرًا لارتباط مقترح بين الاسم الكانشيتي نيباس والكلمة الحثية للجنة ، فقد تم اقتراح أن هذا الإله ربما كان مسؤولاً عن الطقس وبالتالي فهو نفس الإله المذكور، على الرغم من أن هذا الرأي غير مقبول عالميًا وفي النهاية تظل الهوية الدقيقة لبديل آنا غير مؤكدة. 
السبب وراء التغيير في بنية البانثيون المحلي غير معروف، ولا يمكن تحديده على وجه اليقين ما إذا كان نتيجة لعملية سياسية.  يلاحظ بيوتر تاراشا أنه قد يكون مرتبطًا بانتشار تبجيل آلهة الطقس في جميع أنحاء بلاد ما بين النهرين العليا وسوريا في القرنين التاسع عشر والثامن عشر قبل الميلاد.  يقارن الهيكل الجديد لبانثيون كانيش بالهيكل المعروف من المصادر المبكرة من حتوساس ، حيث ربما كان للإلهة المحلية إينار وفقًا له دور مماثل في البداية مثل آنا في مدينتها،  والتي ارتبطت لاحقًا أيضًا بإله الطقس.  كما يلاحظ أنه في العصر الحثي كان موقف آلهة المدينة في الأناضول ثانويًا باستمرار مقارنة برؤساء البانثيون، أي إلهة الشمس وإله الطقس. 

## شهادات لاحقة محتملة

### النصوص الحثية واللووية
من المفترض أنه في فترات لاحقة استمرت آنا في الظهور في المصادر المتعلقة بالدين الحثّي والديانة اللوفية .  ومع ذلك، لم تعد لها علاقة بكانيش.  كانت تعتبر واحدة من الآلهة من دائرة الإلهة Ḫuwaššanna .  كانت عضوًا في مجموعة من الآلهة البدائية ( ḫantezziuš DINGIR MEŠ ) المرتبطة بها، والتي تضمنت أيضًا البحر المؤله ونهر Šarmamma والإلهة Zarnizza.  ومع ذلك، فإن هذا الإثبات ليس مؤكدًا تمامًا، حيث من غير الممكن استبعاد أن يكون المقصود إلهًا مختلفًا يحمل اسمًا متجانسًا . 

### نصوص إماريوت
يمكن اعتبار الإلهة آنا الموثقة في نصوص من إيمار وفقًا لفولكرت هاس متطابقة مع آنا المعروفة من كانيش.  لم يتم قبول هذه الفرضية عالميًا وتم اقتراح تعريفات أخرى أيضًا.  يعتبر دانيال إي. فليمنج أن آنا الإماريوتية ذكر وربما مرتبط بإله السماء الرافديني آنو .  وفقًا لمسح غاري بيكمان الأكثر حداثة للبانثيون المحلي، لا يزال أصل هذا الإله غير مؤكد. 
كان يوجد معبد لإلهة آنا في إيمار.  كما ورد اسم هذه الإلهة في اسم شهر في التقويم المحلي وفي أسماء ثيوفورية .  ويُفترض أن الشهر يتوافق مع جزء من فصلي الخريف أو الشتاء.  ومع ذلك، لا يُعرف الكثير عن الاحتفالات التي أقيمت خلالها.  ولا يوجد أيضًا ما يشير إلى أن أيًا منها كان يركز على آنا بشكل خاص.  كما تم إثبات وجود ارتباط بين ضفة النهر، ويفترض أنها نهر الفرات ، وآنا. 

### فهرس
- Barjamovic، Gojko (2022). "Before the Kingdom of the Hittites". The Oxford History of the Ancient Near East: Volume II. Oxford University Press. ص. 497–565. DOI:10.1093/oso/9780190687571.003.0017. ISBN:978-0190687571.
- Beckman، Gary (2002). "The Pantheon of Emar". Silva Anatolica: Anatolian studies presented to Maciej Popko on the occasion of his 65th birthday. Warsaw: Agade. hdl:2027.42/77414. ISBN:83-87111-12-0. OCLC:51004996.
- Fleming، Daniel E. (2000). Time at Emar: The Cultic Calendar and the Rituals from the Diviner's Archive. Pennsylvania State University Press. ISBN:978-1-57506-044-6. مؤرشف من الأصل في 2022-11-13. اطلع عليه بتاريخ 2022-11-26.
- Haas, Volkert (2015) [1994]. Geschichte der hethitischen Religion. Handbook of Oriental Studies. Section 1: The Near and Middle East (بالألمانية). Brill. ISBN:978-90-04-29394-6. Archived from the original on 2023-03-26. Retrieved 2022-11-26.
- Kryszat, Guido (2006). "Herrscher, Herrschaft und Kulttradition in Anatolien nach den Quellen aus den altassyrischen Handelskolonien - Teil 2: Götter, Priester und Feste Altanatoliens". Altorientalische Forschungen (بالألمانية). Walter de Gruyter GmbH. 33 (1). DOI:10.1524/aofo.2006.33.1.102. ISSN:2196-6761. S2CID:164077437. Archived from the original on 2024-12-08.
- Taracha، Piotr (2009). Religions of Second Millennium Anatolia. Dresdner Beiträge zur Hethitologie. Wiesbaden: Harrassowitz Verlag. ج. 27. ISBN:978-3447058858.
- Veenhof، Klaas R. (2018). "The Family God in Old Babylonian and Especially in Old Assyrian Sources". Revue d'assyriologie et d'archéologie orientale ع. 112: 49–90. DOI:10.3917/assy.112.0049. ISSN:0373-6032. مؤرشف من الأصل في 2022-11-27. اطلع عليه بتاريخ 2022-11-26.
- Veenhof، Klaus R.؛ Eidem، Jesper (2008). Mesopotamia: the Old Assyrian period. Fribourg: Academic Press. ISBN:978-3-525-53452-6. OCLC:244654503. مؤرشف من الأصل في 2024-11-03.